# Чикой (национальный парк)
«Чико́й» — национальный парк, расположенный на территории Красночикойского района Забайкальского края России. Площадь парка — 6664,68 км² (666 467,73 га).

## История создания
Национальный природный парк «Чикой» основан 28 февраля 2014 года постановлением правительства Российской Федерации № 158. Создан с целью охраны кедровых лесов и южно-сибирской тайги, с элементами горных степей и альпийских лугов в верховьях реки Чикой. Парк был создан при ликвидации и соответственно с включением в свой состав таких природоохранных объектовː Буркальского заказника федерального значения и Ацинского заказника регионального значения.

## Описание
Национальный парк расположен на Хэнтэй-Даурском нагорье в верховьях реки Чикой (бассейн Байкала), также включает наивысшую точку горного массива Быстринский Голец (Барун-Шабартуй, 2519 м).
Кроме включённых в его состав Буркальского и Ацинского заказников, на территории парка расположены такие памятники природы (ранее самостоятельные природоохранные объекты) как: гора Быстринский Голец, скальное урочище Ламский Городок, озеро Шебетуй.

## Природа
На территории парка произрастают сосны сибирская (кедр) и обыкновенная, кедровый стланик, пихта, ель сибирская, лиственница, рябина, бузина, боярышник, тополь душистый, жимолость, лилейные, луковые, бобовые, осоки, злаки и другие.
На территории парка встречаются лось, изюбрь, сибирская косуля, кабан, кабарга, медведь, волк, рысь, барсук, соболь, колонок, белка, заяц-беляк, белка-летяга, глухарь, рябчик, белая куропатка, утки, многие виды воробьиных, рукокрылые, земноводные, рептилии и прочие.